# Stadio Armand Cesari
Lo stadio Armand Cesari (in francese Stade Armand-Cesari), meglio conosciuto come stadio di Furiani, è un impianto sportivo polivalente francese che si trova a Furiani, comune situato nell'area metropolitana di Bastia in Corsica. Ospita le partite interne della locale squadra di calcio del Bastia ma ospita anche occasionalmente incontri di rugby.
Nel 1992, nel corso della semifinale della Coppa di Francia, il crollo parziale di una tribuna causò la morte di 18 persone ed il ferimento di altre 2357.

## Storia
Lo stadio fu inaugurato il 16 ottobre 1932. Fu intitolato ad Armand Cesari, giovane ex-giocatore del Bastia scomparso prematuramente, nella stagione 1937-1938.
Nonostante l'inadeguatezza delle sue strutture, l'Armand Cesari arrivò ad ospitare anche importanti incontri internazionali, come nella stagione 1977-1978, quando il Bastia prese parte alla Coppa UEFA.

### La tragedia di Furiani
Il 5 maggio 1992, lo stadio ha ospitato la semifinale della Coppa di Francia tra l'SC Bastia e Olympique Marsiglia. Durante la partita avvenne un crollo, causato dal cedimento di un supporto delle gradinate metalliche provvisorie ed appositamente adibite per la partita, causando la morte di 18 persone e ferendone quasi 3.000.

## Le tribune

### Tribuna Jojo Petrignani (Est)

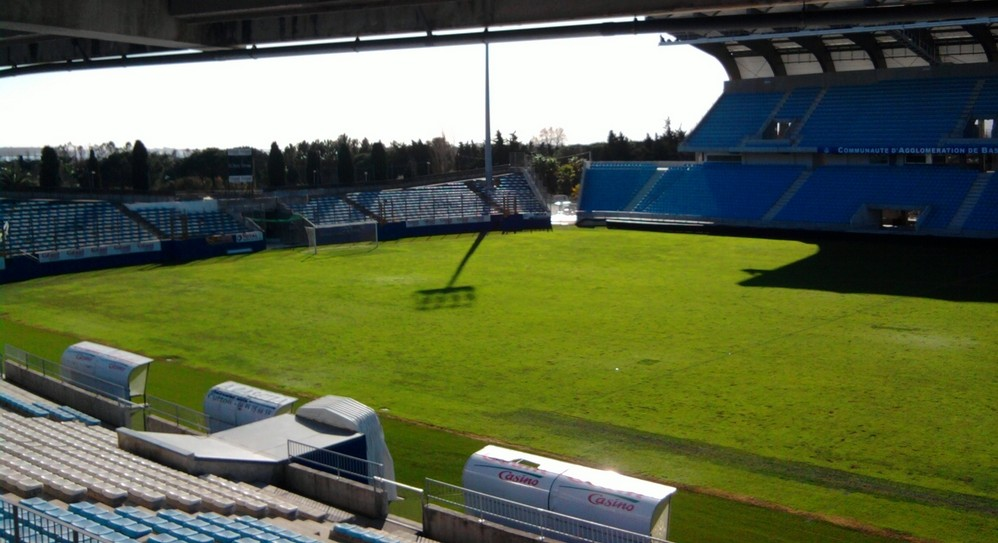
Tribune Petrignani (Vue de la Tribune Claude Papi)

La tribuna Jojo Petrignani è la tribuna più calda dello stadio e ha 2.490 posti. La tribuna ospita dal 2005 i club «Bastia 1905», successori di «Testa Mora 92».

### Tribuna Claude Papi (Nord)
La tribuna Claude Papi è dedicata al calciatore di Porto Vecchio che militò tutta la sua carriera nel Bastia e morì prematuramente nel 1983, è la principale tribuna dello stadio e ha al suo interno la tribuna presidenziale, nel tunnel d'ingresso c'è la targa in ricordo della tragedia del Furiani «PER VOI VINCEREMU», ha 5.500 posti ed è dedicata a uno dei più forti giocatori del Bastia.

### Tribuna Pierre Cahuzac (Ovest)

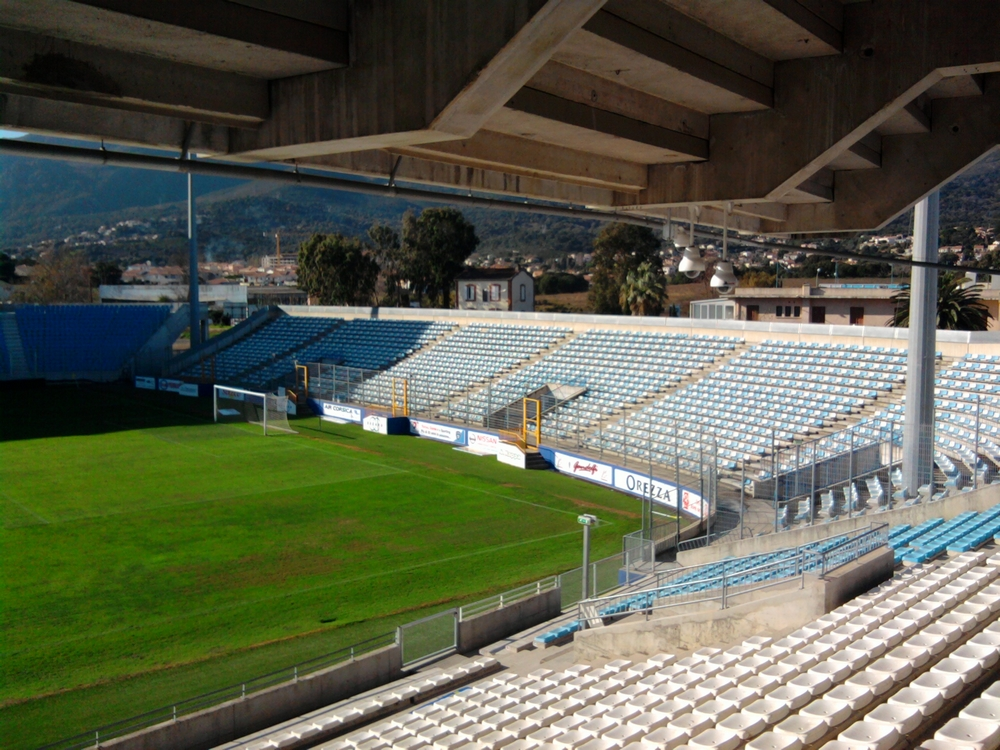
Tribune Cahuzac

La tribuna Pierre Cahuzac dedicata all'allenatore che portò il Bastia al 3º posto in Division 1 nel 1976-1977 e a disputare la finale di Coppa UEFA nel 1978, è la tribuna meno "calda" dello stadio e ha 2.990 posti.

### Tribuna Victor Lorenzi (Sud)
La tribune Victor Lorenzi è la tribuna più recente, costruita nel 2011 con circa 6.000 posti. La tribuna è dedicata al presidente Victor Lorenzi, che portò il Bastia a vincere il titolo di campione della Corsica per 8 volte e per 8 volte la Coppa della Corsica e a disputare il campionato professionisticco francese. Durante i sei anni da allenatore e i 40 da presidente (1933 - 1973) il club passò dal dilettantismo al professionismo.